# Lytta eucera
Lytta eucera är en skalbaggsart som först beskrevs av Louis Alexandre Auguste Chevrolat 1834.  Lytta eucera ingår i släktet Lytta och familjen oljebaggar. Inga underarter finns listade i Catalogue of Life.